# Ле-Марен
Ле-Марен, или Ле-Марин (фр. Le Marin) — город и коммуна на Мартинике, заморском департаменте Франции.

## География

Город на карте острова

Город и коммуна Ле-Марин находятся на крайнем юго-востоке острова Мартиника, у побережья Карибского моря. Исторический центр Ле-Марина находится на берегу глубоко врезающейся бухты. Крупный туристический центр. Порт используется как для поездок к окружающим Мартинику коралловым рифам, так и для регулярного сообщения с соседними островными государствами и территориями — Гваделупой, Синт-Маартеном, Сент-Люсией, Сент-Винсентом и Гренадинами. Яхт-порт Ле-Марина — один из крупнейших на Карибском море.

## История
Ле-Марин является одним из первых французских поселений на Мартинике. Сохранившиеся здесь полуразрушенные береговые крепостные сооружения XVII—XVIII веков указывают на ожесточённые в прошлом военные столкновения французских колонистов с англичанами.
Построенная в Ле-Марине в 1766 году иезуитская церковь Сен-Этьенн-дю-Марин является одной из красивейших на Мартинике. Особого внимания заслуживают её мраморный алтарь и украшающие церковь скульптуры.